# Ferriere
Ferriere – miejscowość i gmina we Włoszech, w regionie Emilia-Romania, w prowincji Piacenza.
Według danych na rok 2004 gminę zamieszkiwały 2012 osoby, 11,2 os./km².